# Josef Förster mladší
Josef Förster ml. (22. února 1833 Osenice – 3. ledna 1907 Praha) byl český skladatel a hudební pedagog.

## Život
Pocházel z hudebnického rodu Förstrů. Jeho otec byl Josef Förster, učitel a ředitel kůru v Osenicích a jeho synem hudební skladatel Josef Bohuslav Foerster. Podobně jako jeho otec se připravoval na učitelskou dráhu studiem na vzorové škole v Praze. Pokračoval na pražské varhanické škole, kterou absolvoval v roce 1852 jako nejlepší v ročníku.
Stal se varhaníkem v cisterciáckém klášteře ve Vyšším Brodě. V roce 1858 se vrátil do Prahy na varhanickou školu jako učitel. Byl varhaníkem v řadě pražských kostelů: u sv. Vojtěcha, u sv. Mikuláše a u sv. Trojice ve Spálené ulici. V roce 1863 se stal ředitelem kůru u sv. Vojtěcha na Novém městě a konečně v roce 1887 ředitelem kůru v chrámu sv. Víta na Pražském hradě, kde v té době byl varhaníkem Antonín Dvořák.
Vedle toho rozvíjel u svou činnost pedagogickou. Učil hudbu nejen na varhanní škole, ale i v učitelském ústavu. Od roku 1866 byl profesorem sborového zpěvu na Pražské konzervatoři, později i profesorem hudební teorie. Toto postavení zastával až do odchodu do výslužby (1904). Vynikl i jako koncertní varhaník. Byl prvním varhaníkem, který hrál na nové varhany v pražském Rudolfinu.
Chrámovou hudbu povznesl v katedrále sv. Víta na vysokou úroveň. Uváděl velké mše za účasti sólových pěvců Prozatímního divadla. Po studijním pobytu v Kolíně nad Rýnem se stal stoupencem reformního hnutí v chrámové hudbě a začal uvádět vrcholná díla polyfonní hudby: Orlanda di Lassa, Palestriny a Domenica Gabrielliho. Jejich provedení se setkalo s uznáním i v zahraničí.
V roce 1887 vydal Nauku o harmonii, která ovlivnila hudební pedagogiku několika generací skladatelů a svůj význam si zachovává dodnes. Stal se členem České akademie věd a umění a za jeho činnost se mu dostalo řady vyznamenání a řádů.

## Dílo
Josef Förster ml. komponoval téměř výhradně hudbu pro chrámové účely.

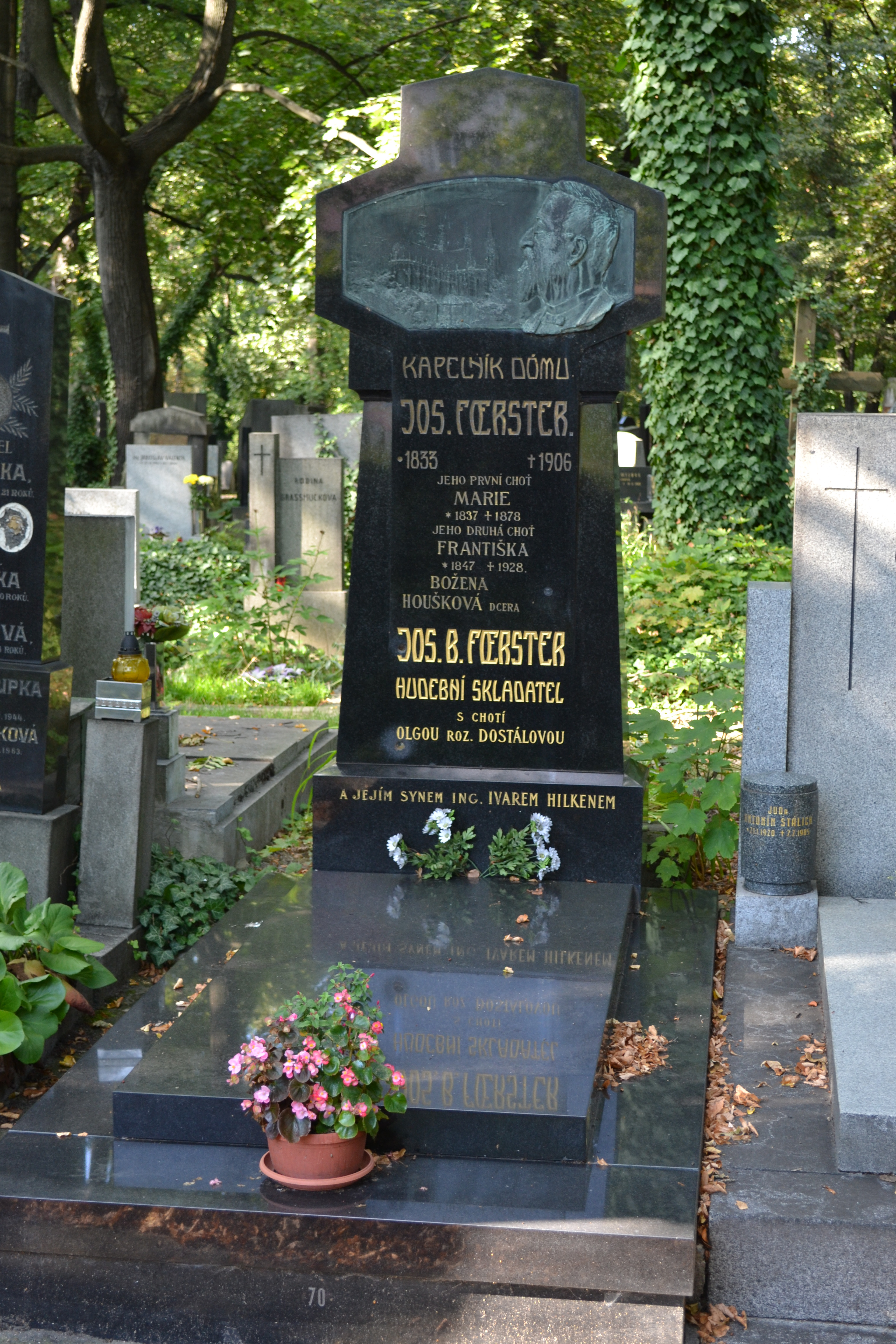
Hrob na Olšanských hřbitovech v Praze

### Chrámová hudba
- Chorální mše (1873)
- Mše op. 20 pro mužský sbor
- Ke cti sv. Vojtěcha op. 31
- Missa de Beata op.32
- Ke cti sv. Metoděje op. 35
- Jubilaei solemnis op. 36
- Dvě mše Missa Bohemica op. 38a, 38b
- 3 requiem
- 2 Te Deum
- 15 Pange, lingua
- Responsoria gregoriánská
- Sbory k sňatku
- Řada motet, hymnů a drobnějších a příležitostných skladeb,

### Kantáta
- Otec vlasti (1878)

### Varhany
- Dvě slavnostní předehry
- Katolický varhaník (sbírka kostelních písní, předeher a meziher)
- Praktický návod ke hře na varhany
- Fantasie na národní písně (pro harmonium)

Zkomponoval rovněž drobné skladby pro klavír.